# St. Nikolaus (Notzing)

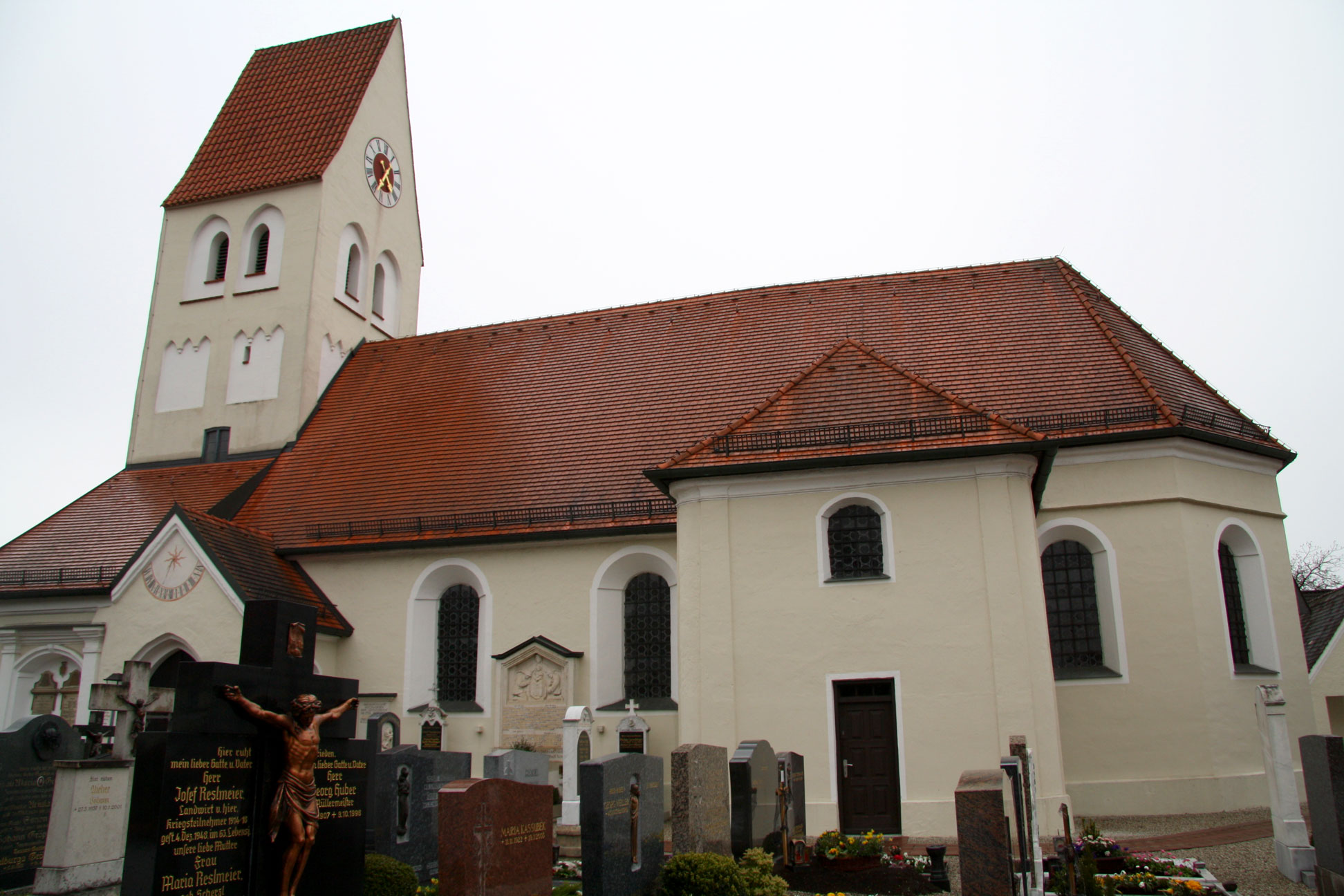
St. Nikolaus in Notzing

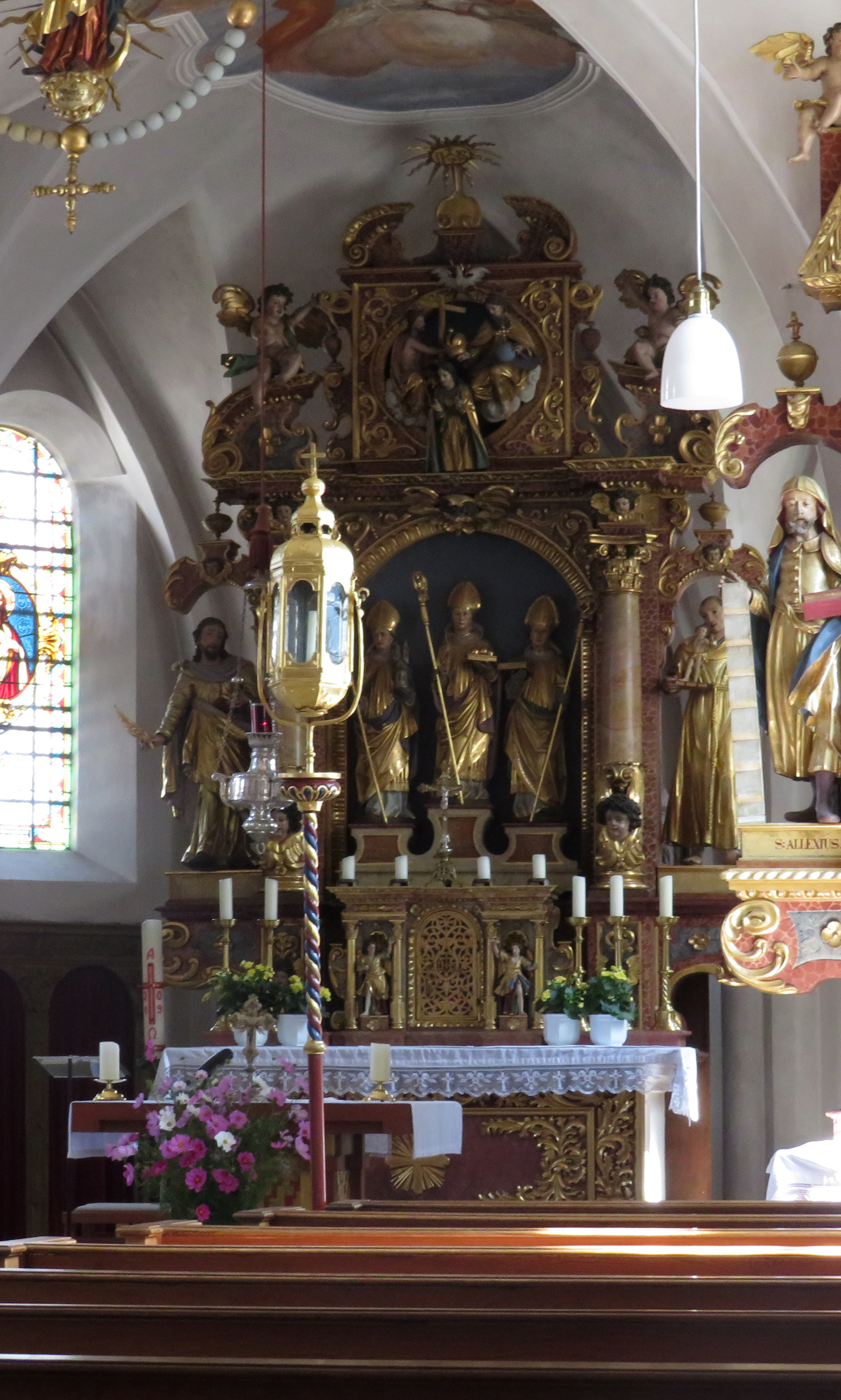
Hochaltar

St. Nikolaus in Notzing, einem Gemeindeteil der oberbayerischen Gemeinde Oberding, ist ein Kirchengebäude der römisch-katholischen Kirche. Es ist eine Filialkirche des Pfarrverbands Aufkirchen. Die Kirche steht unter Denkmalschutz.

## Geschichte
Das jetzige Kirchengebäude wurde in der zweiten Hälfte des 15. Jahrhunderts errichtet. Im Kirchturm sind jedoch noch romanische Reste vorhanden, die auf das 13. Jahrhundert zurückgehen. Reste von Wandmalereien aus der Bauzeit des Langhauses sind noch vorhanden.
Im 17. Jahrhundert wurde die Decke des Langhauses erneuert. Die barocken Seitenaltäre stammen aus der Zeit um 1680, der Hochaltar ist geringfügig älter. Er zeigt den Kirchenpatron Nikolaus von Myra und als Nebenfiguren die heiligen Bischöfe Ulrich von Augsburg und Wolfgang von Regensburg.

## Orgel
Die rein mechanische Schleifladen-Orgel mit sechs Registern auf einem Manual und Pedal wurde 1885 von Georg Beer II erbaut. Das Brüstungswerk ist mit einem Neurenaissance-Prospekt gestaltet. Die Disposition lautet:
| Manual C–f3 |    |
| Gedackt     | 8′ |
| Salicional  | 8′ |
| Principal   | 4′ |
| Flöte       | 4′ |
| Octave      | 2′ |

| Pedal C–c1 |     |
| Bordunbaß  | 16′ |

- Koppel: Pedal fest angekoppelt

## Friedhof

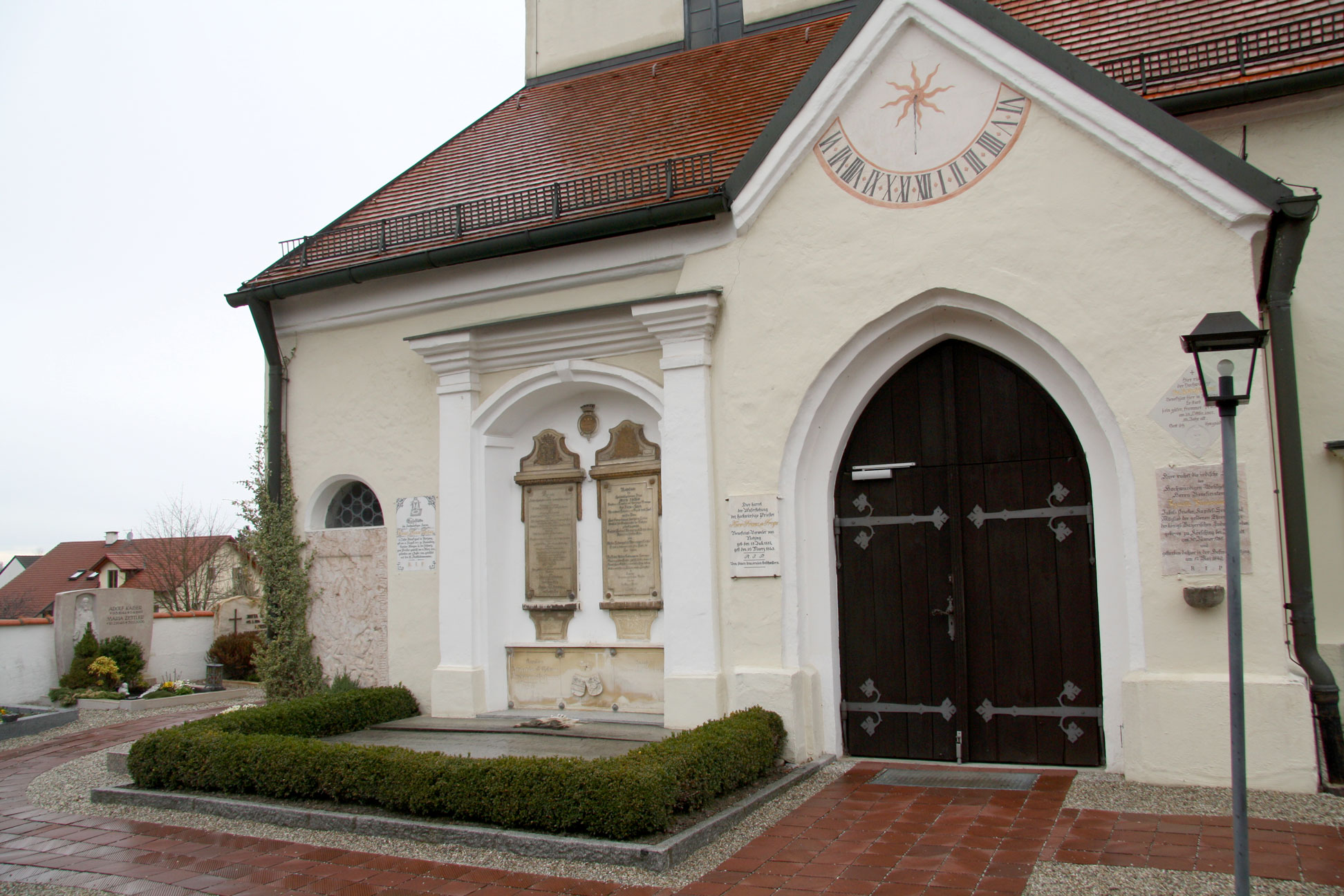
Grabstätte der Familie Washington

Die Kirche liegt mitten in einem Friedhof, der von einer niedrigen Mauer umgeben ist.
Am auffälligsten ist das Grab der Herren von Schloss Notzing, das direkt links neben dem Südportal der Kirche an der Kirchenmauer liegt. Eine Nische mit einem flachen Bogenabschluss ist von zwei Pilastern eingerahmt, um die Grabplatte vor der Mauer wächst eine niedrige Buchsbaumhecke.
An der Mauer hängen zwei Steintafeln für Joh. Fr. Christoph Frhr. v. Segesser auf Brunegg u. Notzing († 1812) und Maria Adelheid Freyfrau v. Segesser auf Brunegg u. Notzing, geb. Freyin v. Schütz. In der Sockelzone sind auf einer Steinplatte die Grabinschriften von Jakob Freiherr von Washington (1778–1848) und seiner Frau Caroline Friederike Wilhelmine Freifrau von Washington, geb. Freiin von Segesser auf Brunegg (1801–1841) eingraviert, im Mittelfeld zeigt ein Relief die Wappen der Familien Washington und Segesser. Die Steinplatte, die das Grab bedeckt, trägt die Grabinschriften von deren Sohn Carl Theodor Freiherr v. Washington (1833–1897) und seiner Frau Maria Freifrau von Washington, geb. Gräfin Butler-Haimhausen (1844–1933).